# Erazim Kohák

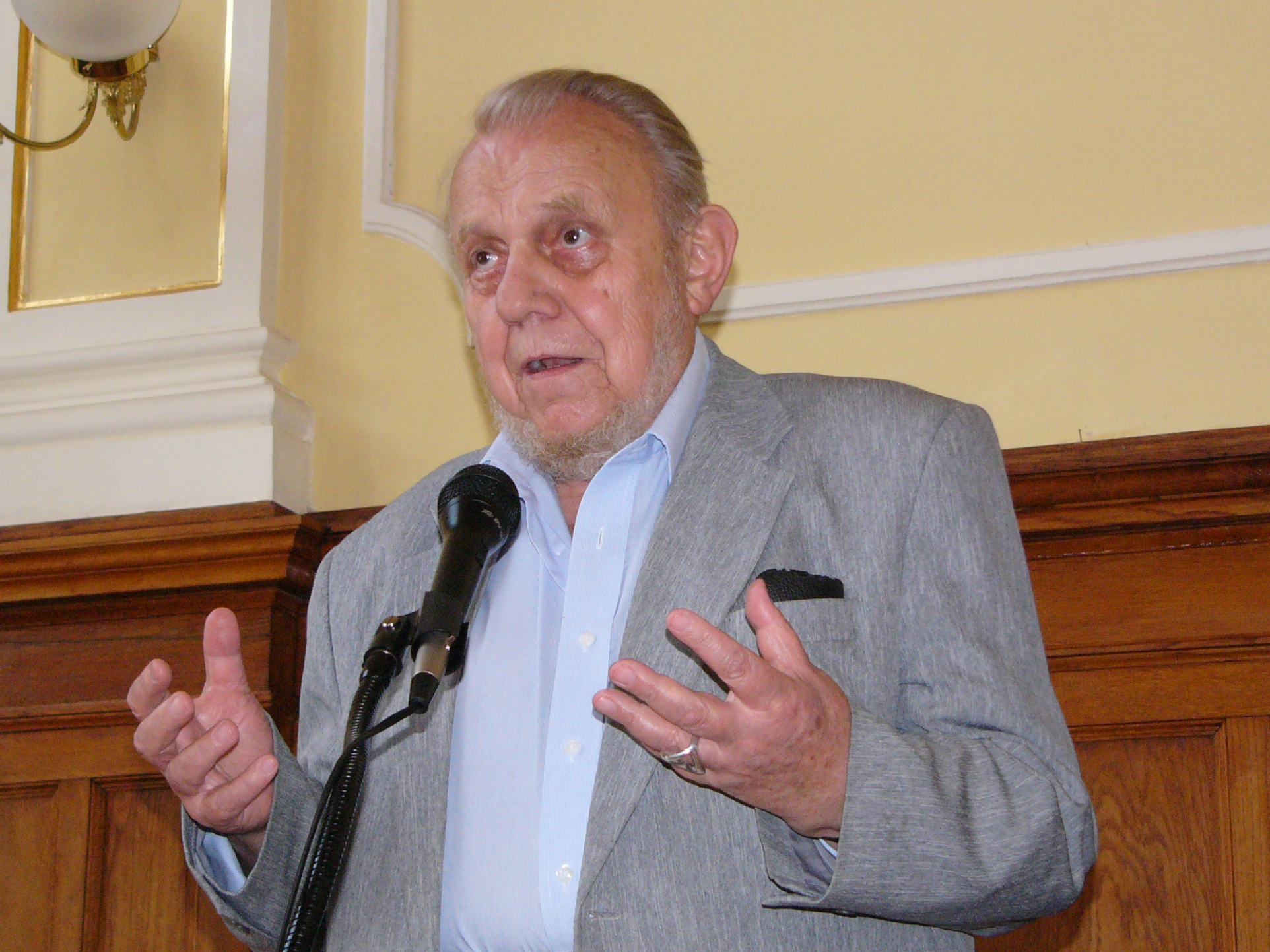
Erazim Kohak (2007)

Erazim Kohák (* 21. Mai 1933 in Prag; † 8. Februar 2020 in Prag) war ein tschechischer Philosoph und Publizist.

## Leben
Koháks Eltern waren während des Zweiten Weltkriegs Teil der tschechoslowakischen Widerstandsbewegung. Nach dem Februarputsch flüchtete die Familie in die Vereinigten Staaten. Erazim Kohák studierte Philosophie und Religionswissenschaft an der Colgate University und der Yale University. Im Jahr 1977 wurde Kohák zum Professor an der Boston University in Massachusetts ernannt. Kohák war Fellow am Institut für die Wissenschaften vom Menschen in Wien. Nach der Samtenen Revolution konnte Kohák die Tschechoslowakei wieder besuchen, und er unterrichtete zwischen 1991 und 1994 abwechselnd in Prag und Boston, bis er 1995 endgültig nach Tschechien zurückkehrte und Professor an der Philosophischen Fakultät der Karls-Universität wurde.
Erazim Kohák war Ehrenmitglied der tschechischen Umweltbewegung Děti Země.

## Werke
- Na vlastní kůži (68 Publishers, 1973)
- The Victors and the Vanquished (1973)
- Národ v nás (1978)
- Idea and Experience. Husserl‘s Project of Phenomenology in Ideen I (1978, 1982)
- Krize rozumu a přirozený svět (The Crisis of Reason and the Natural World)
- Jan Patočka: His Thought and Writings (1989)
- Člověk, dobro a zlo (1993, 1999)
- Zelená svatozář: kapitoly z ekologické etiky (The Green Halo: Chapters from Environmental Ethics) (1998, 1999, 2002)
- Orbis bene vivendi (2001)